# 2006 HH123
2006 HH123, também escrito como 2006 HH123, é um objeto do disco disperso perdido. Se realmente for um objeto do disco disperso ele teria uma magnitude absoluta de 5,2, o que faria dele um candidato a planeta anão. Os elementos orbitais preliminares como exibidos na infobox são calculados usando apenas três observações ao longo de um período de um dia, portanto, sua órbita é muito pouco conhecida e é considerada perdida.

## Descoberta
2006 HH123 foi descoberto no dia 26 de abril de 2006 pelo astrônomo M. W. Buie.

## Órbita
A órbita de 2006 HH123 tem uma excentricidade de 0,464 e possui um semieixo maior de 55,709 UA. O seu periélio leva o mesmo a uma distância de 29,875 UA em relação ao Sol e seu afélio a 81,544 UA.